# Битва при Лаупене
Битва при Лаупене (алем. Schlacht bi Laupe) — сражение летом 1339 года между Берном и его союзниками с одной стороны и Габсбургами, поддержанными Бургундией, с другой. Берн вышел победителем в этой битве.

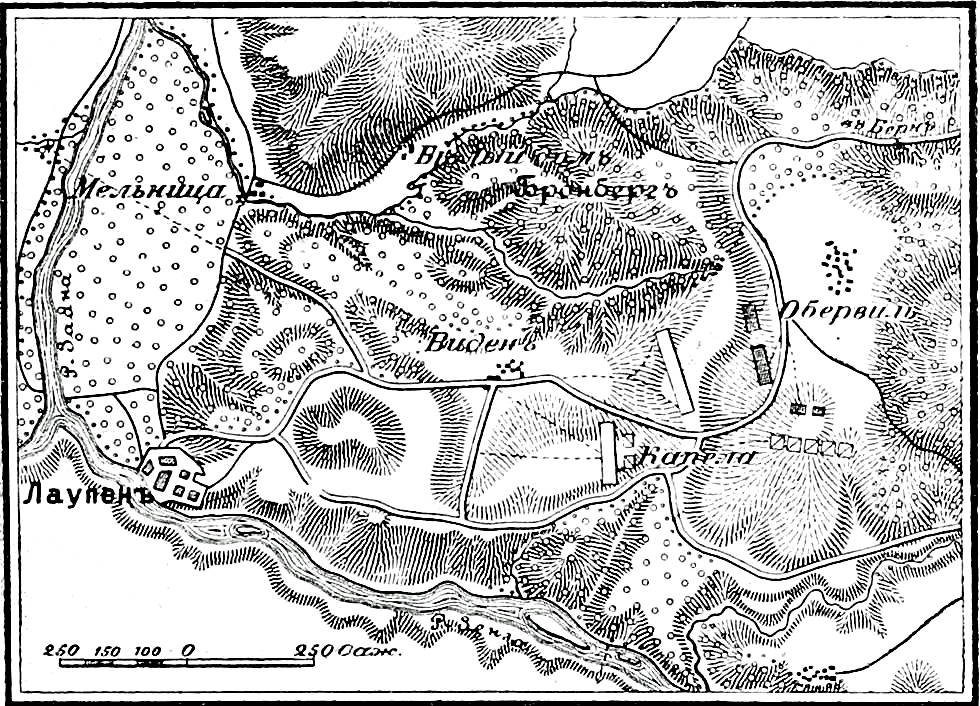
Карта сражения из «ВЭС»

Битве предшествовала 11-дневная осада Лаупена 12-тысячным войском Габсбургов под руководством Людвига Баварского и епископа Базеля Иоганна II фон Мюнзингена.
Осада была прервана 21 июня 1339 подоспевшим подкреплением в 6 тысяч человек из Берна, при поддержке Швейцарского союза, который в 1323 году заключил альянс с Берном.
Вместо того чтобы попытаться атаковать осадные линии Фрайбурга, бернцы выстроили свою армию на холме под названием Брамберг, примерно в 3 км к востоку-северо-востоку от замка Лаупен. Построение бернцев состояло из одного или нескольких глубоких отрядов пехоты. Фрайбургцы также выстроились для битвы и ближе к вечеру начали свою атаку с фланга своей кавалерией. Одновременно пехота Фрайбурга двинулась вверх по холму. Арбалетчики и камнеметчики не смогли остановить их наступление и быстро отступили. Это вызвало панику в задних рядах бернской армии, и большое количество (до 2000) человек бежало в лес за Брамбергом. Остальная часть армии держалась стойко, и, несмотря на численное преимущество, фрайбургцы были быстро сломлены и бежали в сторону Лаупена.
После победы в центре часть бернской армии перестроилась и двинулась на выручку отрядам Лесных кантонам, которые в это время были окружены кавалерией фрайбургцев. После короткой кровавой схватки кавалерия фрайбургцев была разгромлена и понесла тяжелые потери.
После победы бернские войска вошли в Лаупен, где состоялись празднества и благодарственные службы за победу. Победа в сражении послужила ещё большему сплочению кантонов Швейцарии.